# Зейдель, Франц
Франц Зе́йдель (нем. Franz Seidel; 1 мая 1818, Мюнхен, королевство Бавария — 14 июня 1903, Мюнхен, королевство Бавария) — немецкий (мюнхенский) художник, пейзажист, брат Августа Зейделя.

## Биография

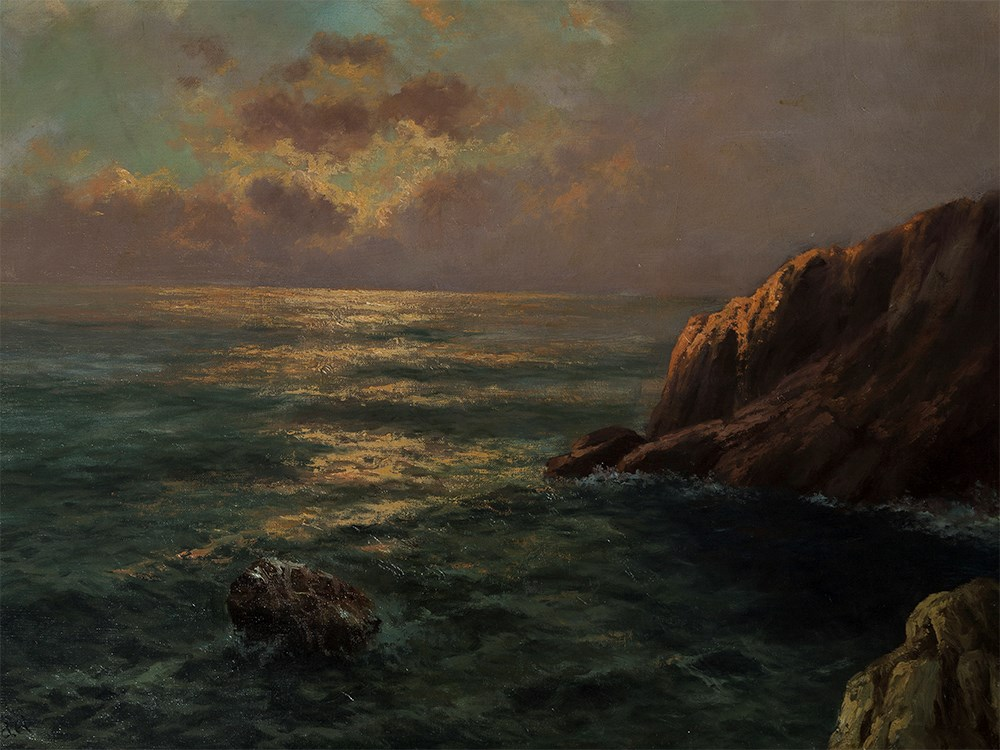
Рассвет над утёсом

С 1841 года учился в Мюнхенской академии художеств, был учеником Карла Ротмана.
Изображал виды Средиземноморья и Баварских Альп, был, по мнению Андрея Сомова, «уважаем как мастер передавать общее впечатление природы с соблюдением правды в воспроизведении её форм и красок». Его лучшие картины — «Гинтернское озеро» (нем. Hintersee; 1856), «Часть Кохельского озера» (нем. Partie am Kochelsee; 1857), «Лесной пейзаж» (нем. Waldlandschaft) и «Утро на Химском озере» (нем. Morgen am Chiemsee; 1850).